# Parorbiliopsis minuta
Parorbiliopsis minuta är en svampart som beskrevs av Spooner & Dennis 1986. Parorbiliopsis minuta ingår i släktet Parorbiliopsis och familjen Helotiaceae.  Arten är reproducerande i Sverige. Inga underarter finns listade i Catalogue of Life.